# Conspicuous Bravery
Conspicuous Bravery è un cortometraggio muto del 1914 diretto da W.P. Kellino.

## Produzione
Il film fu prodotto dalla EcKo.

## Distribuzione
Distribuito dall'Universal Pictures, il film - un cortometraggio di 111 metri - uscì nelle sale cinematografiche britanniche nel settembre 1914.